# Give or Take a Million
Give or Take a Million is de 32e, en daarmee laatste, aflevering van Thunderbirds, de Supermarionationtelevisieserie van Gerry Anderson. Het is de zesde aflevering van het tweede seizoen. De aflevering werd voor het eerst uitgezonden op ATV Midlands op 25 december 1966.

## Verhaal
Op Tracy Eiland is het zoals gewoonlijk zonnig, behalve het gebied rond de Tracy-villa. Dat is bedekt met sneeuw. Jeff zit verkleed als de kerstman bij het zwembad met een jongen genaamd Nicky. Nicky wil graag Thunderbird 3 zien opstijgen, dus geeft Jeff Alan het bevel Thunderbird 3 te lanceren. Vervolgens blikt Jeff terug op hoe Nicky op het eiland kwam…
In het kinderziekenhuis Coralville, Verenigde Staten, wordt een ontmoeting gehouden tussen Dr. Pringle, Dr. Lang, automatenbouwer Saunders en speelgoedwinkeleigenaar Harman. De ontmoeting is bedoeld om een plan te bedenken over het bij elkaar krijgen van geld voor een nieuwe ziekenhuisvleugel, speciaal ingericht voor zonnetherapie. Er zijn plannen om een raket te lanceren gevuld met speelgoed. Saunders zou de raket leveren, mits de raket vanaf het dak van zijn winkel zal worden gelanceerd (bij wijze van publiciteitsstunt) en International Rescue, zoals beloofd, mee zal helpen met het plan.
Die nacht wordt een testraket gelanceerd die boven het ziekenhuis een kist aan een parachute laat vallen. De inhoud van de kist is onbeschadigd en de test dus geslaagd. Op deze manier zal met kerst een lading cadeaus voor de kinderen worden afgeleverd bij het ziekenhuis. Lang roept John op in Thunderbird 5 om een afspraak te maken met IR.
Het is inmiddels 21 december en de bewoners van Tracy Eiland zijn ook druk bezig met hun voorbereidingen voor kerst. Lady Penelope en een nog niet bekende gast zullen naar hen toekomen. Oma en Kyrano werken aan het kerstmaal en Virgil en Alan versieren de villa. Ondertussen is Brains in zijn lab druk bezig en wil niet gestoord worden.
In Harmans speelgoedwinkel wordt de kist voor de raket ingeladen. Twee als kerstmannen verklede inbrekers, Scobie en Straker, hebben zich in de winkel verstopt. Ze hebben het plan om via de winkel de bank ernaast te beroven. De kluis van deze bank is voorzien van een zeer gevoelig vloeralarm, dat al afgaat als er ook maar iets op de grond valt of iemand erop gaat staan. Vanuit de winkel boren ze een groot gat in de muur dat toegang geeft tot de kluis. Daarna bevestigen ze een kabel boven de vloer waarlangs Scobie, in een special tuigje, de kluis kan betreden zonder de vloer aan te raken. Op Tracy Eiland betrappen Virgil en Tin-Tin Brains, die in zijn laboratorium ergens mee bezig was, maar hij wil niet zeggen wat precies. Virgil vertrekt met Thunderbird 2 naar het kinderziekenhuis.
Scobie en Straker hebben inmiddels een grote lading goud uit de kluis gehaald. Bij zijn laatste tochtje in de kluis stoot Scobie per ongeluk een potlood om dat op de grond valt en het alarm af doet gaan. De twee vluchten weg zonder goud en verstoppen zich in de kist met cadeaus, net voordat deze in de raket wordt geladen. Voordat de agenten hen kunnen tegenhouden stijgt de raket op.
Op kerstochtend wordt een beloning van $600 000 uitgeloofd voor wie de twee inbrekers vangt. Thunderbird 2 arriveert bij het ziekenhuis. Het blijkt nu dat een van de cadeaus een uitnodiging bevat voor een reisje naar Tracy Eiland. De raket arriveert en laat de kist aan een parachute vallen. Lang opent de kist en vindt Straker en Scobie, beide bewusteloos door de klap van de landing. Het ziekenhuis krijgt nu de beloning, waarmee de zonnetherapievleugel kan worden gebouwd. Ondertussen is de winnaar, Nicky, bekend. Hij wordt door Thunderbird 2 opgehaald.
Die avond is het hele gezelschap op Tracy Eiland. Brains onthult eindelijk waar hij aan werkte: hij heeft overal rond de villa fonteinen geïnstalleerd die de hele omgeving bedekken met kunstsneeuw. Zo geeft hij de Tracy’s een ouderwetse witte kerst.

## Rolverdeling

### Reguliere stemacteurs
- Jeff Tracy — Peter Dyneley
- Scott Tracy — Shane Rimmer
- John Tracy — Ray Barrett
- Virgil Tracy — David Holliday
- Gordon Tracy — David Graham
- Alan Tracy — Matt Zimmerman
- Brains — David Graham
- Tin-Tin — Christine Finn
- Oma Tracy — Christine Finn
- Lady Penelope Creighton-Ward — Sylvia Anderson
- Kyrano — David Graham

### Gastrollen
- Nicky - Sylvia Anderson
- Scobie - Ray Barrett
- Straker - David Graham
- Dr. Pringle - Jeremy Wilkin
- Dr. Lang - Charles Tingwell
- Zuster Nimmo - Sylvia Anderson
- Harman - Ray Barrett
- Saunders - Jeremy Wilkin
- TV Reporter - Jeremy Wilkin
- 1e kerstman - Jeremy Wilkin
- 2e kerstman (Leo) - David Graham
- Tanner - Charles Tingwell
- Preston - Peter Dyneley
- Beveiligingsagent Joe - Ray Barrett

## Machines
De machines en voertuigen in deze aflevering zijn:
- Thunderbird 2 (met capsule 3)
- Thunderbird 3
- Thunderbird 5
- Container raket
- Ladybird Jet

## Fouten
- Uit de dialogen is af te leiden dat kerst dat jaar op een zondag valt. Op een kalender die Tin-Tin vasthoudt staat als jaar 2026, maar in dat jaar valt kerst op een vrijdag.
- Virgil vertrekt midden in de nacht naar het kinderziekenhuis, maar de lancering van Thunderbird 2 vindt overdag plaats.

## Trivia
- De Thunderbird-speelgoedmodellen die Nicky bij zich heeft in de openingsscène waren modellen die destijds echt te koop waren in winkels.
- De Thunderbird 3-lancering in deze aflevering is overgenomen uit de film Thunderbirds Are Go.
- De pop van Dr. Pringle verscheen eerder als de commandant van Matthews Field in The Cham-Cham.
- De pop van Dr. Lang verscheen eerder als François Lemaire uit Alias Mr. Hackenbacker.